# Gos negre (fantasma)
El gos negre és un monstre recurrent en diverses mitologies, sempre associat a un fantasma que apareix de nit i ataca les víctimes, en llegendes properes a les dels homes llop i altres bèsties similars. L'exemple més famós és el gos Barghest, de la cultura britànica. Rep el nom de Gwyllgi en gaèlic, Huay Chivo i Perro Negro a Sud-amèrica i Dip a Pratdip. Acostuma a representar-se amb els ulls brillants o vermells, el color del diable i de la sang, ja que l'origen sembla una encarnació del dimoni en un animal errant. El gos dels Baskerville del relat d'Arthur Conan Doyle és una adaptació del gos negre mitològic.